# Сметанино (Смоленская область)
Сметанино — деревня  в  Смоленской области России,  в Смоленском районе. Расположена в западной части области  в 23 км к западу от г. Смоленска, у автодороги А141 Орёл — Витебск. В 2-х км к югу станция Вонлярово на железнодорожной ветке Москва-Минск.
Население —1159 жителей (2007 год). Административный центр Сметанинского сельского поселения. Улицы: Спортивная, Липатенкова, Сельская, Ветеранов, Озёрная, Новая, Садовая. Автобусное сообщение со Смоленском (30,7 км, маршрут №101).
19 мая 2019 года в деревне прошёл гастрономический фестиваль Смоленской области СметаниноFEST, на котором была приготовлена самая большая яичница весом 483 кг, которая попала в Книгу рекордов России. Чудо-яичницу готовили 7 профессиональных поваров на сковороде диаметром 2,5 метра. В течение часа повара разбили ровно 7020 яиц, а само приготовление яичницы заняло 2 часа.

## Экономика
Почта, средняя школа, дом культуры, сельхозпредприятие ООО "Птицефабрика "Сметанино".

## Достопримечательности
Памятник воинам-землякам, павшим в годы Великой Отечественной войны 1941-1945 годов.